# هيكتور بولينو
هيكتور بولينو (14 فبراير 1933 - 18 سبتمبر 2022) سياسي أرجنتيني. كان عضوًا في الحزب الاشتراكي الديمقراطي وفيما بعد الحزب الاشتراكي، وعمل في مجلس النواب الأرجنتيني من 1993 إلى 2005.
توفي بولينو في بوينس آيرس في 18 سبتمبر 2022، عن عمر يناهز 89 عامًا.